# Hyosung
Hyosung é um conglomerado industrial sul coreano fundado em 1957 que atua em diversos ramos da economia.

## Subsidiarias
- Textil PG
  - Nylon Polyester Fiber PU
  - Spandex PU
  - Fabric/Dyeing PU
- Industrial PG
  - Tire & Industrial Reinforcements PU
  - Technical Yarn PU
  - Interior PU
  - Aramid Business Division
- Quimicas PG
  - PP/DH PU
  - Packaging PU
  - TPA PU
  - Film PU
  - Neochem PU
  - Optical films Business Division
- Hyosung Power & Industrial Systems PG
  - Power Systems PU
  - Industrial Machinery PU
  - Hyosung Good Springs PU
  - Wind Energy Business Division
- Construction PG
  - Construction PU
  - Hyosung EBARA Engineering PU
  - Chinhung International Inc.
- Metalurgica PG
  - Steel & Metal Products PU I
  - Steel & Metal Products PU II
  - Chemical Products PU
  - Trans-World PU
- Telecomunicações PG
  - Nautilus Hyosung PU
  - Hyosung Information Systems PU
  - Hyosung ITX Co., Ltd.
  - Galaxia SM, Inc. joint venture com a S.M. Entertainment
    - IB Medianet
- Diversos
  - Hyosung Capital PU
  - The Class Hyosung Co., Ltd.
  - Hyosung Toyota Corporation
  - Galaxia Photonics Co., Ltd.
  - Galaxia Electronics Co., Ltd.
  - Galaxia Communications Co., Ltd.